# Robin Vik
Robin Vik (* 5. února 1980 Hradec Králové) je bývalý český profesionální tenista, jehož profesionální kariéra trvala od roku 1995 do roku 2010. Jeho nejvyšším umístěním na žebříčku ATP bylo ve dvouhře 57. místo (9. ledna 2006), ve čtyřhře pak 74. místo (8. ledna 2007).

## Kariéra
Byl nadaný junior, hrál finále Pardubické juniorky a v deblu byl mistrem Evropy a vítězem Orange Bowlu, obojí s Petrem Kralertem.
Na Australian Open 2006 vedl v 1. kole nad Lleytonem Hewittem 2–1 na sety, ale zápas prohrál v pěti setech. Brzy nato, v roce 2007, začal mít velké problémy s hledáním motivace a kariéru přerušil. Po návratu se přiblížil druhé světové stovce, ale větších úspěchů už nedosáhl i kvůli zranění ramena.
Na okruhu ATP nevyhrál žádný turnaj a vydělal na něm přes 700 tisíc dolarů. Jeho trenérem byl např. David Prinosil.
Po skončení tenisové kariéry se věnoval amatérsky na regionální úrovni fotbalu.
Je manažerem vlastní tenisové akademie.